# Lepidostoma astaneum
Lepidostoma astaneum är en nattsländeart som beskrevs av Donald G. Denning 1954. Lepidostoma astaneum ingår i släktet Lepidostoma och familjen kantrörsnattsländor. Inga underarter finns listade i Catalogue of Life.